# أتول غوتاما
أتول غوتاما هو موسيقي نيبالي، ولد في 1973، وتوفي في 2003.